# Chordsheet

Blatt aus dem Harmonienbuch einer deutschsprachigen Dixieland-Band

Ein Chordsheet (engl. für „Akkord-Blatt“) ist die Notation eines Musikstückes nur durch seinen harmonischen und strukturellen Verlauf in Form von Akkordsymbolen. Melodie und andere Elemente werden ausgespart. Ein Chordsheet kommt daher gänzlich ohne herkömmliche Noten aus. Umfasst das notierte Stück eine Gesangsstimme, ist auch der Text notiert.
In manchen Musikbereichen wird dafür auch der deutsche Begriff Harmonienbuch verwendet.
Für selbstnotierte Blätter verwendet man gern Ringordner in DIN A4 oder A5, weil man hier auch bei alphabetischer Sortierung (die bei oft mehreren hundert Stücken notwendig wird) nachträglich gut weitere einfügen kann. Allerdings legen manche Musiker Wert auf leichtes Gepäck, so dass sie beispielsweise dicke, gebundene Notizbücher in Oktavheftformat verwenden.
Verwandt damit ist das Leadsheet (engl. für Leitblatt), bei dem auch noch in vereinfachter Form die Melodie mit notiert ist, was bei reinen Chordsheets nur in Ausnahmefällen erfolgt.
Chordsheets und Leadsheets sind vor allem in modernen Musikstilen gebräuchlich, in denen ein großer Anteil an Improvisation einfließt (etwa Jazz und Rock). Viele Fakebooks oder Real Books werden in dieser Form vertrieben. Auch einfache, leicht spielbare Lieder werden in Chordsheets notiert, etwa im weit verbreiteten Liederbuch Das Ding.